# Alan Notley
Alan Graham Notley (* 10. April 1940 in Poole) ist ein ehemaliger britischer Biathlet. Er nahm zwischen 1964 und 1973 an sieben von zehn möglichen Großereignissen im Biathlon teil.

## Karriere
Alan Notley startete im Rahmen der Olympischen Winterspiele 1964 in Innsbruck bei seinem ersten Großereignis im Biathlon und wurde 37. des Einzels. Beim Einzel der Biathlon-Weltmeisterschaft 1965 in Elverum kam er auf Platz 36 sowie 1966 in Garmisch-Partenkirchen auf Platz 32. 1968 nahm Notley zum zweiten Mal an den Olympischen Spielen teil und erreichte in Grenoble den 44. Rang im Einzel. Zudem startete er mit Marcus Halliday, Peter Tancock und Frederick Andrew im erstmals bei den Spielen ausgetragenen Staffelwettbewerb. Nach zwei Jahren Pause startete der Brite wieder bei den Biathlon-Weltmeisterschaften 1971 in Hämeenlinna, wo er im Einzel 39. wurde. Zum dritten Mal nahm Notley 1972 in Sapporo an den Olympischen Winterspielen teil. Erneut trat er im Einzel an und wurde dort 43. sowie mit Malcolm Hirst, Keith Oliver und Jeffrey Stevens Elfter im Staffelrennen. Letztes Großereignis wurden die Biathlon-Weltmeisterschaften 1973 in Lake Placid, bei denen er im Einzel auf den 32. Platz kam und damit sein bestes Resultat bei einem Großereignis zum Ende der Karriere wiederholte.